# Дибай, Эрнст Апушевич
Эрнст Апу́шевич Диба́й (3 августа 1931, Казань — 11 ноября 1983, Москва) — советский астроном, астрофизик, доктор физико-математических наук и профессор МГУ.

## Биография
Родился 3 августа 1931 года в г. Казани. Отец Апуш Ахмадеевич Дибай — юрист, знаток музыки и восточных языков, участник Великой Отечественной войны; мать Хамдия Гатовна Дибай — врач и организатор медицины.
В 1949 году в Казани закончил Образцовую школу № 19 имени В. Г. Белинского. В школьные годы стал астрономом-любителем, увлёкся шахматами и достиг высокого мастерства в игре на кларнете и саксофоне, а в университетские годы играл в оркестре Олега Лундстрема.
C 1949 по 1954 год — студент кафедры астрономии физико-математического факультета Казанского университета. После окончания университета с отличием был направлен в аспирантуру МГУ.
C 1954 по 1958 год — аспирант кафедры астрофизики механико-математического и физического факультетов МГУ под руководством профессора Д. Я. Мартынова. В 1958 году защитил кандидатскую диссертацию «Некоторые вопросы эволюции межзвёздной среды». С 1958 по 1961 год — младший научный сотрудник ГАИШ МГУ, с 1961 по 1977 год — заведующий Астрономической станцией ГАИШ в п. Научный Крымской области. В 1970 году защитил докторскую диссертацию «Исследование кометообразных туманностей». С 1977 по 1983 год — профессор кафедры астрофизики и звёздной астрономии физического факультета МГУ.
Умер 11 ноября 1983 года в Москве. Похоронен в колумбарии Ваганьковского кладбища (секция № 31).

## Научно-педагогическая и организационная деятельность
В области астрономии Э. А. Дибай успешно функционировал в качестве наблюдателя, астрофизика-теоретика и организатора научного процесса.
Под руководством Э. А. Дибая в 1961 году на Крымской станции началась эксплуатация 125-сантиметрового зеркального телескопа имени В. П. Энгельгардта — ЗТЭ, сконструированного по разработанному Энгельгардтовской обсерваторией совместно с ЛОМО техническому заданию. Для этого телескопа он выполнил исследование оптики, провёл коррекцию большого зеркала, а также совместно с В. Ф. Есиповым участвовал в создании вспомогательной спектральной аппаратуры. В 1965 году был установлен 48-сантиметновый рефлектор АЗТ-14, в 1969 году — 60-сантиметровый рефлектор фирмы «Цейсс», а в 1970-е годы АЗТ-14 был заменён на второй «Цейсс-600».
На ЗТЭ Э. А. Дибаем был получен большой материал по снимкам с фильтром ряда кометарных туманностей. Углублённое изучение известных со времён В. Гершеля «кометообразных» туманностей привело к формированию истоков нелинейной космогонии.
Начиная с 1963 года совместно с В. Ф. Есиповым и М. А. Аракеляном провёл около тысячи спектральных наблюдений с целью поиска галактик с активными ядрами — в их результате открыты 50 новых галактик сейфертовского типа, для которых были выполнены измерения лучевых скоростей и светимостей ядер. Также занимался исследованиями спектров ряда квазаров и нестационарных звёзд, галактических новых звёзд и сверхновых в других галактиках.
На Астрономическом отделении физфака МГУ Э. А. Дибай читал курс «Теория размерности в астрофизике», а также лекции по физике межзвёздной среды. Подготовил 7 кандидатов физико-математических наук, некоторые из них впоследствии стали докторами. Опубликовал более сотни научных работ.
Э. А. Дибай был заместителем председателя секции «Физика галактик и Метагалактики» Астросовета АН СССР, членом комитета по проблематике 6-метрового телескопа, ответственным секретарём редколлегии «Астрономического журнала», членом редколлегии издания «Письма в астрономический журнал». Член Международного астрономического союза (МАС) с 1964 года (комиссии № 28, № 34 и № 46).

## Признание
- В честь Э. А. Дибая назван астероид (2389) Дибай (первоначальное обозначение — 1977 QC1), открытый в 1977 году Н. С. Черных (1984)
- Имя Э. А. Дибая присвоено Крымской лаборатории ГАИШ МГУ (1989)

## Публикации
- Дибай Э. А. Звёздная космогония // Развитие астрономии в СССР. 1917—1967 / Пред. редколлегии акад. А. А. Михайлов. — М.: Наука, 1967. — С. 289—299. — 475 с.
- Дибай Э. А., Каплан С. А. Размерности и подобие астрофизических величин. — М.: Наука, 1976. — 399 с.
- Дибай Э. А. Нестационарные явления в галактиках // Проблемы внегалактической астрономии / Ред. В. П. Архипова. — М.: Издательство ВИНИТИ, 1981. — Т. 18. — С. 48—82. — 124 с. — (Итоги науки и техники: Астрономия).